# Polyglota
Polyglota (zast. polyglotta, z řeckého polys „mnohý“ a glotta „jazyk“) je vícejazyčné vydání nějakého textu. Obvykle se jím myslí vícejazyčná vydání Bible. Zlatým obdobím polyglot bylo 16. a 17. století, kdy v rámci humanismu a částečně rodícího se protestantismu se objevila snaha mít a znát co nejpřesnější text Starého i Nového zákona, a to pokud možno i v jejich původním jazyce. Ve snaze dopracovat se k tomuto původnímu textu se začaly srovnávat různé existující jazykové verze: latinská Vulgáta a Vetus latina, řecká Septuaginta, syrská Pešitta a další. Texty v polyglotách byly tištěny vedle sebe, aby čtenář měl přehledně k dispozici co nejvíce verzí téhož úryvku.
Prvními a nejvýznamnějšími polyglotami jsou následující:
- Komplutenská polyglota
- Antverpská polyglota
- Pařížská polyglota
- Londýnská polyglota
- Svatoondřejská polyglota
- Hamburská polyglota
- Norimberská polyglota

Později polygloty již nebývaly tak obsáhlé. Přesto se vydávaly i dále a převážně obsahovaly hebrejský text Starého zákona, Septuagintu, Vulgátu a národní verze. Jako polyglota vyšel ovšem ale také například Rukopis královédvorský.
Dnes se - především díky počítačové technice - místo tištěných polyglot používá různých speciálních programů schopných prezentovat různé jazykové verze téhož textu a vyhledávat v nich podle nejrůznějších kombinací včetně gramatických kritérií. Nejvýznamnějším a nejpoužívanějším programem tohoto druhu v biblistice je Bible Works.
- Polyglotta Africana je slovníkové dílo německého misionáře G. W. Koelle z roku 1854, obsahující stručné slovníky asi 120 afrických jazyků. Pokládá se za zakladatelské dílo africké lingvistiky.